# Józef Zabiełło
Józef Zabiełło, armoiries Topór, (vers 1750 - 9 mai 1794), staroste de Telšiai, à partir de 1754 chambellan de la Couronne, en 1755 général dans l’armée du grand-duché, en 1775 grand veneur de Lituanie, en 1782 membre permanent du Conseil permanent (la plus haute instance du pouvoir exécutif de la république des Deux Nations) de 1775 à 1789, convaincu de trahison et pendu en 1794.

## Biographie
Józef Zabiełło est le fils d'Antoni Zabiełło, notaire terrestre de Kaunas et général dans l’armée grand-ducale et de Zofia Niemirowicz-Szczytt, frère de Michał, futur maréchal de la diétine de Kaunas, général-lieutenant puis castellan de Minsk et Szymon.
Comme représentant de la Samogitie, il participe aux travaux de la Diète de Quatre Ans (1788-1792). Opposé à l’adoption de la Constitution du 3 mai 1791, il rejoint la Confédération (rassemblement de la noblesse à des fins politiques) de Targowica.
Du fait de sa sympathie pour le pouvoir russe, il est nommé le 15 juin 1793 hetman (chef des armées) de Lituanie et devient ainsi sénateur. Il participe à la Diète de Grodno et ratifie le deuxième partage de la Pologne. En 1794, au cours de l'insurrection de Kościuszko, il est appréhendé par des patriotes polonais. Le 9 mai 1794, accusé d'avoir reçu une pension de la Russie depuis plusieurs années et convaincu de trahison, il est condamné à mort par pendaison. La sentence est exécutée le jour même.

## Mariage et descendance
Le 10 février 1784, Józef Zabiełło épouse Marianna Sobolewska (pl), fille de Maciej Sobolewski (pl). Ils ont un fils: Henryk Kazimierz Zabiełło

## Sources
- Notices d'autorité :   - VIAF
  - ISNI
  - Pologne
  - NUKAT

- (en) Cet article est partiellement ou en totalité issu de l’article de Wikipédia en anglais intitulé « Józef Zabiełło » (voir la liste des auteurs).

- (pl) Cet article est partiellement ou en totalité issu de l’article de Wikipédia en polonais intitulé « Józef Zabiełło » (voir la liste des auteurs).